# Alonso Manrique
Alonso Manrique de Lara  o Alfonso Manrique de Lara y Solís (Segura de León, Badajoz, 1471-Sevilla, 28 de septiembre de 1538) fue un cardenal y político español, arzobispo de Sevilla e inquisidor general.

## Biografía
Era hijo de Rodrigo Manrique de Lara, I conde de Paredes de Nava,  y de su tercera mujer Elvira de Castañeda, hija de Pedro López de Ayala el Sordo, I conde de Fuensalida, y María de Silva. Cursó estudios de Cánones en la Universidad de Salamanca, y pronto contó con rentas suficientes a partir de varios cargos: canónigo de la catedral de Toledo, maestrescuela en la catedral de Salamanca, canciller de esta Universidad y arcediano de Toro. Lograría el grado de doctor, pero no su propósito de ingresar en la Orden de San Agustín. Fue profesor de griego en la década de 1490 en la Universidad de Alcalá.
Nombrado obispo de Badajoz en 1499 por Isabel la Católica, a su muerte se inclinó a defender la casa de Austria en contra de Fernando el Católico, por lo que fue encarcelado y tutelado por el arzobispo de Toledo. Tras el Tratado de Blois (1509) fue indultado y marchó a los Países Bajos al lado de Carlos I de España. En agradecimiento, recibió el cargo de obispo de Córdoba en 1516 y arzobispo de Sevilla en 1523, al mismo tiempo que inquisidor general. Su llegada a Sevilla, después del mandato del severo Diego de Deza, permitió de nuevo el desarrollo de la cultura humanista y la literatura en el entorno de la Catedral. Fue nombrado cardenal el 22 de febrero de 1531.
Tuvo varios hijos: Rodrigo Manrique, al que no hay que confundir con el homónimo padre del poeta Jorge Manrique, Guiomar Manrique y el también inquisidor Jerónimo Manrique de Lara.
Decidió la construcción del crucero de la catedral de Córdoba, así como establecer un convento de franciscanos observantes en la villa de Hornachos para evangelizar a los moriscos.

## Sínodo de Badajoz, 1501
Fue nombrado Obispo de Badajoz, en septiembre de 1499, aunque no llegaría a la ciudad hasta abril de 1500, y al poco tiempo de establecerse celebró Sínodo, en la iglesia de Santa María del Castillo, entre el 26 de abril y el 1 de mayo de 1501. Constituciones que se llevarían ese mismo año a la imprenta. Mostraría preocupación por la conversión de musulmanes, muchos de los cuales adoptaron el apellido Manrique al cambiar de nombre.

## Asunto luterano
Durante su mandato inquisitorial, la amenaza de Lutero se extendía por Europa y el papa León X trataba de atajarla. En España el encargado de atajar estas herejías fue la Inquisición. Y, aunque Alonso Manrique veía con buenos ojos al anticlerical Erasmo de Róterdam y al grupo de presión formado por sus amigos españoles cercanos al Emperador, entre ellos los Vergara y los hermanos Juan y Alonso de Valdés, a partir de 1530 el emperador empezó a declararse contrario a los erasmistas y se desató la censura y la persecución contra los mismos. Alonso Manrique, pues, tuvo que abandonar su inicial simpatía por los erasmistas y empezó a perseguirlos ferozmente al igual que a los alumbrados, evangélicos, luteranos, anabaptistas y calvinistas.
Las opiniones de Calvino, Ulrico Zuinglio y Müntzer llegaron a España y Carlos I, junto con los inquisidores, decidió vigilar la publicación de cualquier escrito en contra de las obras reformistas. Organizado por la Inquisición, se compiló y publicó un Index Librorum Prohibitorum, abreviadamente llamado Índice, de textos heréticos, publicado en 1539 y con diversas ediciones ampliadas hasta que se abandonó tras el Concilio Vaticano II en el siglo XX.
Manrique publicó una orden dirigida a los inquisidores provinciales en la que alentaban a las delaciones para descubrir a los miembros de esta secta de los dejados y alumbrados, además de los judaizantes en secreto, los erasmistas y los reformados luteranos y calvinistas.
Entre las víctimas destacan San Juan de Ávila, llamado el Apóstol de Andalucía, debido a las envidias y temores que provocaba su vida ejemplarmente sencilla. Fue absuelto en 1534.
Otro caso fue el de Juan de Vergara y Bernardino Tovar, por sus críticas a la traducción de la biblia Vulgata. Tras los castigos y penitencias, abjuraron de las ideas luteranas, y fueron liberados, aunque sin libertad de expresión y sometidos a una cerrada censura.

## Asunto morisco
La primera conversión de los moriscos quedaba ya lejana, y parecía necesario revisar la situación, lo cual se llevó a cabo con más severidad y rigor que anteriormente. Esto no se llevó a cabo con desmanes, sino que Manrique se opuso a la persecución indiscriminada, reservando los castigos sólo para los crímenes más graves. A pesar de esta magnanimidad, y a causa del apoyo de los moriscos en contra del emperador Carlos V, éste decretó su persecución. Tras la batalla, las condiciones del tratado de paz incluían -entre otras- que los moros no estaban sometidos a la inquisición por causas ligeras, por lo que fueron absueltos de cualquier cargo de herejía. Sin embargo entre los nuevos conversos había muchos que no profesaban realmente la fe cristiana, por lo que Manrique que aplicó la ley con todas sus consecuencias, incluyendo la prisión y la ejecución en la hoguera.

## Sínodo de Córdoba, 1520
Promovió su celebración entre los días 4 y 9 de marzo de 1520, en la capilla de Villaviciosa, de la Mezquita-catedral de Córdoba. La extensa normativa de este sínodo sin duda muestra su mentalidad reformadora, adelantándose incluso a los acontecimientos de Trento.  Su normativa se basó en buena parte en la del Sínodo de Badajoz de 1501. También se reconocen muchas influencias de las Constituciones Sinodales del año 1496, recopiladas por su tío Iñigo Manrique de Lara, obispo de Córdoba entre 1485 y 1496.
El Sínodo de 1520 permaneció vigente durante gran parte del siglo XVI, hasta la celebración del Sínodo de 1566, en tiempos del obispo Cristóbal de Rojas y Sandoval, el cual se fundamentó en tres fuentes legales, el Sínodo de 1520, los preceptos del Sínodo Provincial de Toledo y los Cánones del Concilio de Trento.

## Retiro
El caso de mayor relevancia se produjo en 1530. Había un monje benedictino llamado Alfonso de Virués de gran sapiencia y erudición, al que Carlos I gustaba de escuchar. Debido a su contacto con obras europeas y la posesión de numerosos libros, fue acusado de luterano, y apresado en Sevilla. El enfado del emperador fue mayúsculo y desterró a Manrique a Sevilla, aunque Virués estuvo en la cárcel cuatro años.
Debido a muchas desavenencias con la inquisición, el emperador detuvo el Santo Oficio entre 1535 y 1545. Manrique tenía un talante tranquilo y conciliador pero no fue capaz de realizar reformas, y permitió que los tribunales abusaran de su autoridad. Durante su mandato de quince años, se condenó a la hoguera a 2500 personas y otras 11 250 fueron sometidos a castigos.

## Últimos años de su vida
Durante los últimos años de su vida siguió estando alejando de la Corte y no salió de Sevilla. Dejó descendencia y su muerte se produjo el 28 de septiembre de 1538, siendo enterrado en el Coro de la Catedral, sus restos fueron trasladados en el año 1559 al convento de clarisas de Ntra. Sra. de la Consolación, en Cabalazanos (Palencia), fundación de su linaje.
| Predecesor: Juan Rodríguez de Fonseca                  | Obispo de Badajoz 1499 – 1516    | Sucesor: Pedro Ruiz de la Mota         |
| Predecesor: Martín Fernández de Angulo Saavedra y Luna | Obispo de Córdoba 1516 – 1523    | Sucesor: Juan Álvarez y Alva de Toledo |
| Predecesor: Diego de Deza                              | Arzobispo de Sevilla 1523 – 1538 | Sucesor: García de Loaysa              |
| Predecesor: Adriano de Utrecht                         | Inquisidor general 1523 – 1538   | Sucesor: Juan Pardo de Tavera          |